# Преображение Господне (Кожани)
„Преображение Господне“ (на гръцки: Ιερός Ναός Μεταμορφώσεως του Σωτήρος) е възрожденска православна църква в южномакедонския град Кожани, Егейска Македония, Гърция.

## Местоположение и име
Църквата се намира на хълма Ксения, западно от град Кожани.

## История
Отвън над входа има ктиторски надпис:
| „ | Αρχιερατεύοντος κυρ Ευγενίου επί επιτροπείας κυρ Ναούμ Εμμανουήλ τη συνδρομή των χριστιανών αωξε (1865) Μαρτίου 1. При архиерейството на господин Евгений при епитроп господин Наум Емануил, с помощта на християните αωξε (1865) 1 март. | “ |

Отвътре има друг надпис:
| „ | Ο ιερός ούτος Ναός του Προφήτη Ηλιού του Θεσβίτη επί της του κυρίου Ευγενίου Αρχιερατείας και της του κυρίου Ναούμ Εμμανουήλ Τόλιου επιτροπείας το έτος 1865. Ανακαίνισης 1880 επί της των αυταδέλφων Κωνσταντίνου και Ευαγγέλου Βαλαγιάννη επιτροπείας και Γεωργίου Φραντζέτζου και τη προθυμίω βοηθεία πάντων των συνδρομητών απί έτος 1880. Εζωγραφίσθη δια χειρός Δημητρίου Α.Μ. Πιτένη εκ Σαμαρίνας 27 Απριλίου 1888 Този свещен храм на Пророк Илия Тесвитски при архиерейството на господин Евгений и при епитропството на господин Наум Емануил Толиос през 1865 г. Обновена 1880 при епитропството на братовчедите Константинос и Евангелос Валаянис и Георгиос Франдзедзос и с помощта на всички спомоществователи в годината 1880. Изрисувана от ръцете на Димитриос А. М. Питенис от Самарина, 27 април 1888 г. | “ |

Църквата първоначално носи името „Свети Илия“ (Προφήτη Ηλία). Около 1920 година обаче е построена нов храм „Свети Илия“ и на 24 март 1925 година църковното настоятелство преименува храма на „Преображение Господне“. И до днес сред населението е известна като „Свети Илия Ниски“ (Χαμηλός Αι Λιας), а новата е „Свети Илия Високи“ (Ψιλός Αι Λιας).
Първата камбанария е построена през 1893 година, но е съборена, тъй като е била неподходяща. През 1900 година е отправено искане за ферман за строеж на камбанария с височина 10,5 метра и ширина 4,5 метра. Разрешението е издадено през 1901 година, а през 1904 година е построена камбанарията. На нея има надпис:
| „ | τη πεπνυμένη πρωτοβουλία της Α. Σεβασμιώτητος του Μητροπολίτου Σερβίων και Κοζάνης κυρίου Κωνστάντιου Ματαλόπουλου, τη δραστηρίω και φιλοκάλω συμπράξει των επιτρόπων του Ιερού Ναού του Προφήτου Ηλιού του Θεσβίτου κ. αδελφών Βαλαγιάννη Κωνσταντίνου και Ευαγγέλου, Ευαγγέλου Γκαγκή του και αρχιτεκτονήσαντος και Στεργίου Κ. Βαντσιούλη και τη πρόφρονι συνδρομή των ευσεβών χριστιανών: ιδρύθη εκ βάθρων το κωδωνοστάσιον τόδε εν έτει 1904 και μηνί Μαΐω 6 по инициатива на Негово преосвещенство митрополита на Сервия и Кожани господин Константий Матулопулос с усилията и добротворния принос на епитропите на светия храм на Пророк Илия Тесвитски господата братя Валаянис Константинос и Евангелос, Евангелос Гагис и архитекта Стерьос К. Ванцулис и средствата на благочестивите християни издигна се от основи тази камбанария в година 1904 месец май 6 | “ |

В 1997 година църквата е почти напълно унищожена от голям пожар, но с помощта на вярващите е обновена и в началото на 2000 година отваря отново. От февруари 2014 година в храма има постоянен свещеник. Параклис на енорийския храм е „Света Ана“.